# Liste der Braunkohletagebaue im Meuselwitz-Altenburger Braunkohlerevier
Diese Liste enthält die Braunkohletagebaue des Meuselwitz-Altenburger Braunkohlereviers.
| Ort (heutige Zugehörigkeit)                                                  | Name des Tagebaus                     | Betriebszeit |
| ---------------------------------------------------------------------------- | ------------------------------------- | ------------ |
| Meuselwitz                                                                   | Heinrich-Schacht I-III                | 1905–1933    |
| Meuselwitz                                                                   | Zum Fortschritt I                     | 1910–1922    |
| Meuselwitz                                                                   | Zum Fortschritt II                    | 1922–1933    |
| Brossen (Ortsteil von Meuselwitz)                                            | Schädegrube II                        | 1934–1940    |
| Zipsendorf (Ortsteil von Meuselwitz)                                         | Schädegrube I                         | 1902–1934    |
| Zipsendorf (Ortsteil von Meuselwitz)                                         | Leonhard II (Sedan)                   | 1918–1926    |
| Zipsendorf (Ortsteil von Meuselwitz)                                         | Leonhard III (Zipsendorf-West)        | 1938–1952    |
| Zipsendorf (Ortsteil von Meuselwitz)                                         | Zipsendorf-Süd                        | 1948–1964    |
| Mumsdorf (Ortsteil von Meuselwitz)                                           | Phönix-Mumsdorf                       | 1905–1929    |
| Falkenhain (Ortsteil von Meuselwitz)                                         | Phönix (Falkenhain Nr. 138)           | 1928–1942    |
| Falkenhain (Ortsteil von Meuselwitz)                                         | Phönix-Nord                           | 1962–1968    |
| Rusendorf (devastierte Flur gehört zu Meuselwitz)                            | Fürst Bismarck I                      | 1905–1911    |
| Rusendorf (devastierte Flur gehört zu Meuselwitz)                            | Fürst Bismarck II (Rusendorf Nr. 238) | 1911–1940    |
| Bünauroda (Ortsteil von Meuselwitz)                                          | Phönix-Bünauroda (Heureka)            | 1920–1924    |
| Bünauroda (Ortsteil von Meuselwitz)                                          | Phönix-Ost (Falkenhain Nr. 137)       | 1940–1963    |
| Schnauderhainichen (Ortsteil von Meuselwitz)                                 | Heureka                               | 1910–1924    |
| Waltersdorf (Ortsteil von Meuselwitz)                                        | Marie I (Waltersdorf)                 | 1910–1935    |
| Wintersdorf (Ortsteil von Meuselwitz)                                        | Marie II (Wintersdorf)                | 1934–1945    |
| Ruppersdorf (devastierte Flur gehört zu Meuselwitz)                          | Marie III (Ruppersdorf)               | 1944–1957    |
| Neubraunshain (Ortsteil von Meuselwitz)                                      | Neubraunshain                         | 1910–1913    |
| Lucka                                                                        | Hemmendorf                            | 1938–1952    |
| Hemmendorf (Ortsteil von Groitzsch)                                          | Phönix-Hemmendorf                     | 1939–1948    |
| Haselbach                                                                    | Adelheid I                            | 1909–1913    |
| Haselbach                                                                    | Adelheid II                           | 1913–1928    |
| Haselbach                                                                    | Haselbach                             | 1955–1977    |
| Rositz und Ortsteile                                                         | Louisengrube (Fichtenhainichen)       | 1865 1913    |
| Rositz und Ortsteile                                                         | Germania Nr. 16                       | 1908–1919    |
| Rositz und Ortsteile                                                         | Gorma                                 | 1908–1919    |
| Lödla und Ortsteile                                                          | Grube Nr. 27                          | 1910- n. b.  |
| Monstab                                                                      | Gertrud II (Petsa)                    | 1917–1932    |
| Kriebitzsch                                                                  | Gertrud I                             | 1907–1917    |
| Zechau (Ortsteil von Kriebitzsch)                                            | Gertrud III (Zechau)                  | 1931–1959    |
| Großröda (Ortsteil von Starkenberg)                                          | Eugen                                 | 1911–1915    |
| Spora (Ortschaft von Elsteraue mit Ortsteilen)                               | Vereinsglück I                        | 1859–1909    |
| Spora (Ortschaft von Elsteraue mit Ortsteilen)                               | Vereinsglück II                       | 1900–1928    |
| Spora (Ortschaft von Elsteraue mit Ortsteilen)                               | Vereinsglück III (Prehlitzgrube)      | 1891–1928    |
| Wuitz (devastierte Flur liegt in Ortschaft Rehmsdorf der Gemeinde Elsteraue) | Leonhard I (Wuitz)                    | 1909–1919    |

Siehe auch
- Liste abgebaggerter Ortschaften
- Liste der Tiefbaugruben im Meuselwitz-Altenburger Braunkohlerevier